# Edmund Pettus-brug

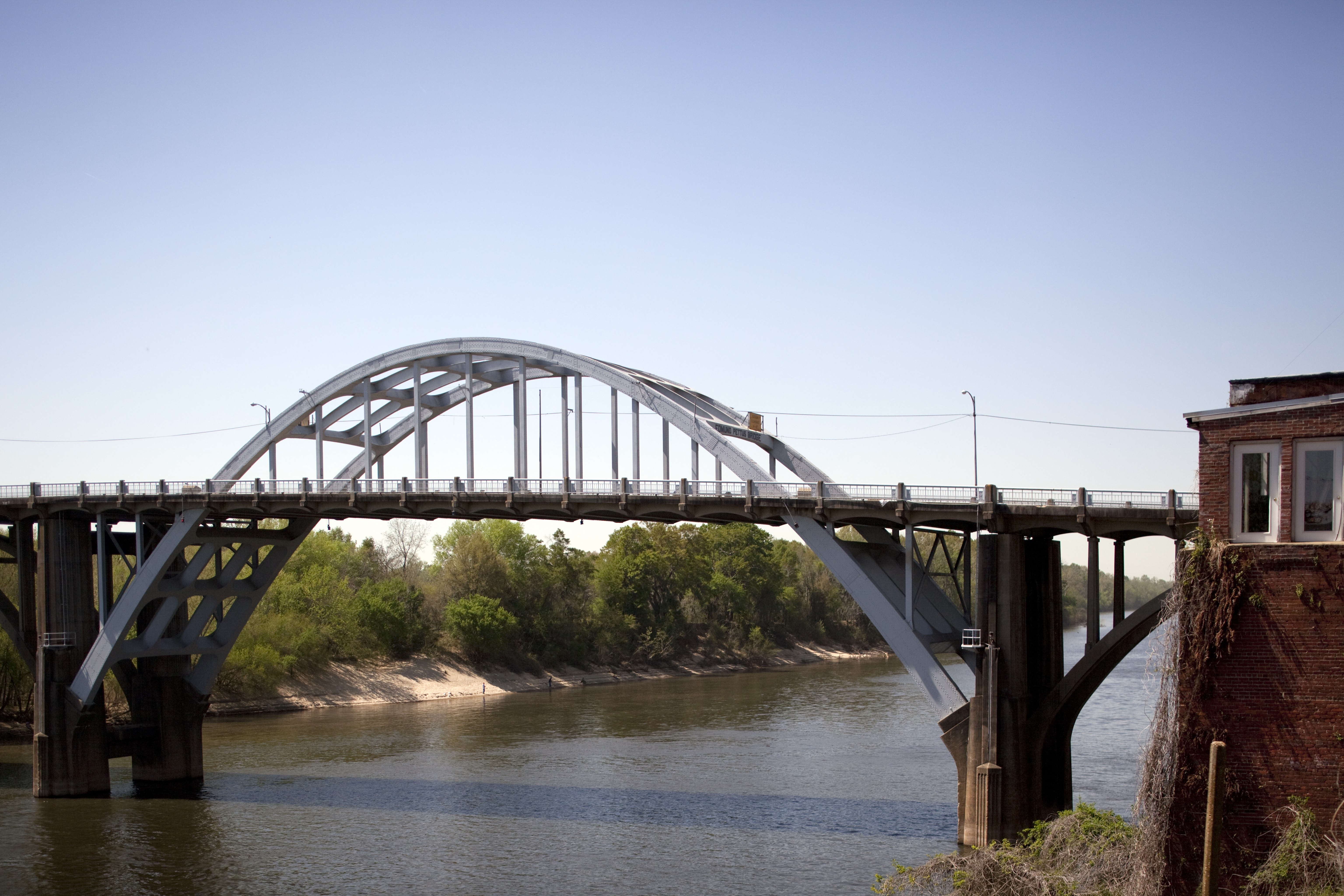
Centrale overspanning van de Edmund Pettus-brug over de rivier Alabama.

De Edmund Pettus-brug (Engels: Edmund Pettus Bridge) is een brug over de Alabama River in Selma, in de Amerikaanse staat Alabama. De brug werd in 1940 gebouwd en werd naar Edmund Winston Pettus vernoemd, een generaal van de Geconfedereerde Staten van Amerika en een senator na de Burgeroorlog. De brug is berucht als de locatie van het Bloody Sunday-conflict op 7 maart 1965, toen gewapende agenten geweldloze burgerrechtenactivisten die op weg waren naar Montgomery aanvielen. Op 11 maart 2013 werd de brug erkend als National Historic Landmark.
De Edmund Pettus-brug is een stalen boogbrug. Ze is zo'n 380 meter lang, met een overspanning van 76 meter. De brug maakt deel uit van het traject van de U.S. Route 80 en de Alabama State Route 8.